# Dermatoscopia

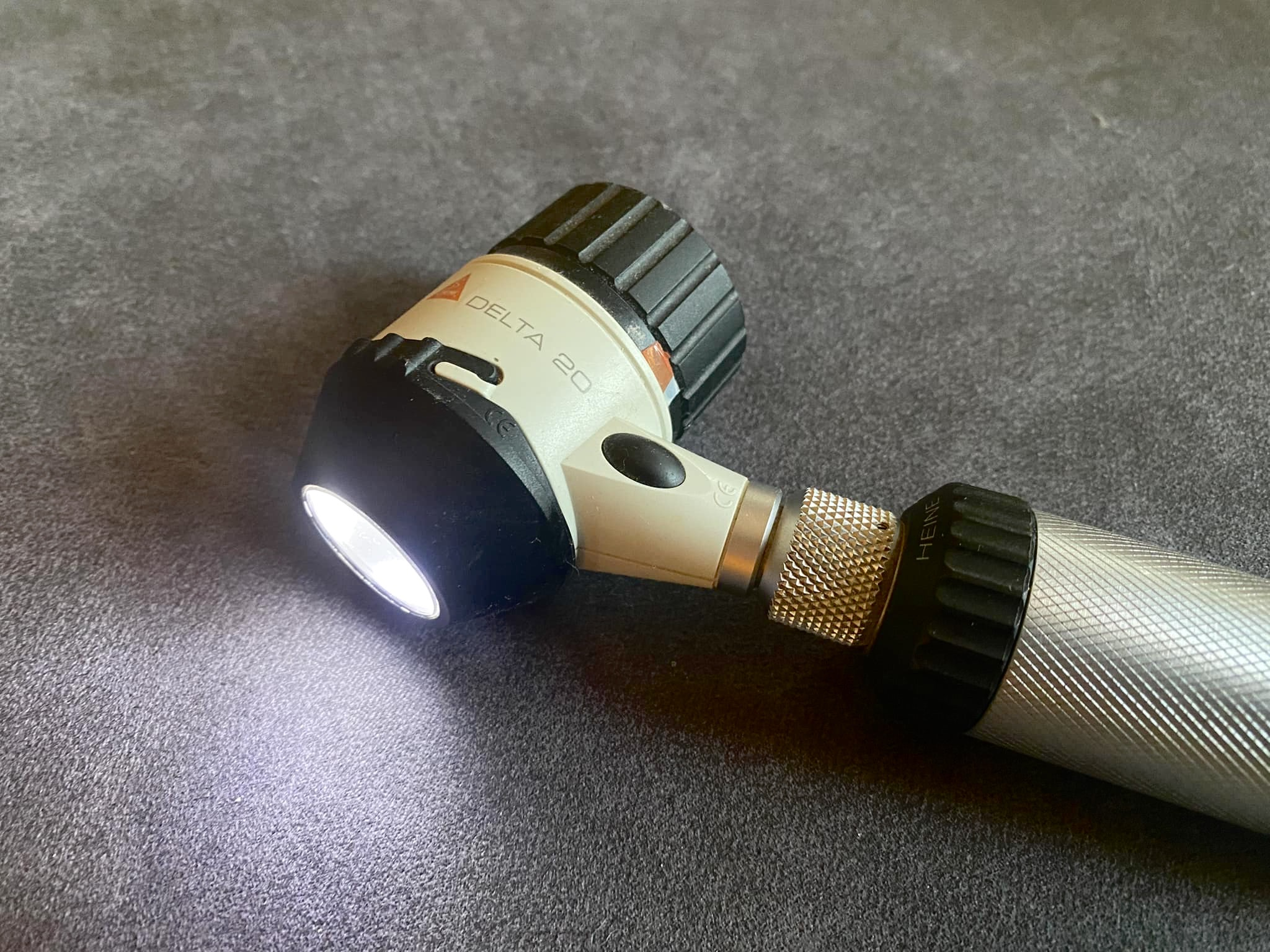
Dermatoscopio Ottico

La dermatoscopia, dermoscopia o epiluminescenza, è una metodica non invasiva rivolta alla diagnosi precoce del melanoma basata su un dispositivo ottico provvisto di illuminazione denominato dermatoscopio che, riducendo la luce riflessa dalla cute ed utilizzante olio oppure luce polarizzata, permette di osservare patterns sub-cutanei non visibili ad occhio nudo fino alla giunzione dermo-epidermica.
Il dermatoscopio manuale è un dispositivo medico basato su opportune ottiche, in grado di fornire ingrandimenti prevalentemente compresi tra le 10 e le 20 volte. È oggi dimostrato come la dermatoscopia incrementi la sensibilità diagnostica per il melanoma rispetto alla semplice visione ad occhio nudo del 20-30% mediante la diagnosi differenziale delle lesioni pigmentate cutanee da parte del dermatologo.
La dermatoscopia viene prevalentemente adottata nella diagnostica delle lesioni pigmentate cutanee piane ed è prevalentemente utilizzata nella diagnosi precoce del melanoma.
Le esperienze degli ultimi decenni hanno consentito di estendere l'applicazione di questa tecnica diagnostica anche alle lesioni della cute non pigmentate. La dermatoscopia risulta oggi particolarmente efficace anche nel riconoscimento dei tumori cutanei non melanocitari quali il carcinoma basocellulare e la malattia di Bowen e di altre neoformazioni cutanee quali le cheratosi seborroiche, le cheratosi attiniche, il dermatofibroma, l'acantoma a cellule chiare.
Un'ulteriore indicazione di tale metodica è la ricerca dell'acaro della scabbia.
Johan Colhaus è stato uno dei primi medici ad utilizzare la microscopia cutanea per l'osservazione della cute dei pazienti. Colhaus applicava questa tecnica (1663) principalmente per lo studio dei vasi capillari, contribuendo in modo significativo alla comprensione iniziale della microcircolazione umana.
Il pioniere nell'utilizzo dell'olio nella dermatoscopia è stato Paul Gerson Unna, un rinomato istopatologo,  negli anni '20 del XX secolo .

## La tecnica
Attualmente la dermatoscopia visiva, attuata prevalentemente attraverso il dermatoscopio ottico, è riconosciuta essere una delle migliori tecniche non invasive sia per la sua economicità che per la sua praticità di utilizzo.
La strumentazione ottica impiegata è prevalentemente di due tipologie: la prima con utilizzo di olio o gel ecografico interposti tra la cute e l'ottica a contatto, la seconda è basata sull'impiego di luce polarizzata.
La versione con utilizzo di olio (o gel) riduce la luce riflessa dalla cute sulla base di principi ottici inerenti i due differenti indici di rifrazione di aria ed olio.
La versione che vede l'utilizzo della luce polarizzata impiega un polarizzatore lineare sull'illuminazione e l'altro ruotato di 90' davanti all'ottica riducendo la luce riflessa dalla cute.
Esiste ad oggi una vastissima semiologia volta allo studio dei patterns delle lesioni pigmentate piane orientata alla loro differenziazione diagnostica.
La dermatoscopia digitale consiste nell'acquisizione delle immagini mediante opportuni software che permettono una serie di operazioni volte all'archiviazione, allo studio morfologico ed a valutazioni comparative nel tempo (follow-up).

## La diagnosi
La diagnosi differenziale del melanoma in dermatoscopia è basata prevalentemente sull'analisi di caratteristiche visive ben definite della lesione, unitamente all'anamnesi del paziente ed alle caratteristiche di evoluzione. Negli ultimi anni, oltre alla tecnica tradizionale, si sono sviluppati alcuni metodi chiamati algoritmi soggettivi, quali il Seven-Point Checklist o la regola dell'ABCD, basati su serie di interpretazioni di caratteristiche dermatoscopiche. La variabilità e la difficile standardizzazione di questi algoritmi ha rivelato, tramite risultati riportati su riviste internazionali, una bassa accuratezza diagnostica rispetto alla tecnica diagnostica tradizionale basata sull'osservazione di patterns.
La difficile applicabilità nella pratica quotidiana degli algoritmi soggettivi è dovuta prevalentemente alla lentezza della loro interpretazione rispetto al sistema tradizionale basato sulla cosiddetta "analisi di patterns", che rimane invece validissimo nella diagnosi differenziale: il dermatologo analizza un vasto numero di caratteristiche morfo-cromatiche molto velocemente basandosi sull'esperienza personale. Negli ultimi anni vi sono stati numerosi studi volti all'analisi oggettiva computerizzata delle immagini digitali acquisite in dermatoscopia. L'utilizzo di metodiche computerizzate ha creato talvolta confusione facendo scambiare approcci quantitativi, doverosi nel nostro secolo, per approcci di diagnosi automatica del melanoma.
La nuova strada intrapresa da gruppi di ricerca prevedeva infatti la definizione di nuove variabili riproducibili e non ambigue. Chiaramente la significatività diagnostica di nuove variabili numeriche e non ambigue può rappresentare un valido ausilio al dermatologo ma solo nel caso in cui vi sia stata una validazione scientifica.  Nel 1999, dopo anni di sperimentazioni, alcuni autori dell'Università di Siena, hanno definito per primi una nuova semiologia basata sull'analisi oggettiva computerizzata di nevi atipici e melanomi precoci. Studi successivi hanno dimostrato sia da parte dello stesso gruppo che di altri gruppi di ricerca come tale approccio numerico possa essere di valido ausilio per il dermatologo.

## L'analisi morfocromatica oggettiva
L'analisi morfocromatica computerizzata costituisce un miglioramento perché tramite di essa è possibile definire in modo non ambiguo e non più soggettivo le caratteristiche peculiari del melanoma. L'analisi oggettiva, definita nelle maggiori riviste internazionali di ricerca scientifica, è basata prevalentemente sull'analisi cromatica e della distribuzione di pigmento internamente alla lesione. La valutazione finale da parte del dermatologo basata sia sull'osservazione che sull'interpretazione strumentale si è fino ad oggi dimostrata scientificamente più accurata di altre metodiche analoghe nella diagnosi precoce del melanoma. È stato recentemente messo a punto un sofisticato metodo predittivo basato sull'analisi di sequenze di immagini di lesioni pigmentate in modo da fornire quadri diagnostici dettagliati in base alla cosiddetta mappatura dei nevi. Un sistema computerizzato è in grado di verificare oggettivamente le variazioni nel tempo di lesioni sottoposte a controllo e fornire una probabilità di rischio basata su campioni precedentemente archiviati.

## Il futuro
Nei primi anni di studio del melanoma tramite l'analisi dermatoscopica computerizzata molti ricercatori hanno definito variabili non ambigue e misurazioni numeriche affidabili verificandone l'efficacia tramite sistemi di correlazione e classificazione. Il futuro della dermatoscopia è sicuramente orientato all'analisi computerizzata ed anche alla diagnosi assistita spinta maggiormente dagli scarsi risultati ottenuti tramite regole soggettive. Numerosi autori in tutto il Mondo stanno attualmente sviluppando metodiche numeriche validando i risultati su riviste internazionali tramite studi multicentrici.
Gli strumenti digitali in grado di fornire un ausilio diagnostico si rivelano di reale utilità quando risultano garantite accuratezze pari o superiori al 90%. Il dermatologo esperto con la semplice osservazione in dermatoscopia tradizionale, infatti, è in grado di raggiungere accuratezze molto elevate e quindi strumenti digitali non appropriati risulterebbero utili per l'archiviazione e per il confronto nel tempo ma non per l'ausilio diagnostico. La possibilità di confrontare non solo visivamente ma soprattutto numericamente alcune caratteristiche delle lesioni archiviate permette ad alcuni strumenti avanzati di effettuare valutazioni dell'evoluzione delle lesioni aprendo una nuova strada nel follow-up delle lesioni e nella gestione total-body per la mappatura dei nevi. La continua evoluzione dell'imaging digitale ha permesso recentemente di abbandonare le costose ed obsolete strumentazioni video per passare all'utilizzo delle nuove macchine fotografiche o telecamere digitali foriere di maggiore qualità cromatica e spaziale.
La diagnosi assistita del melanoma cutaneo sfrutta attualmente sistemi di intelligenza artificiale addestrati a riconoscere i melanomi basandosi su numerosi esempi precedentemente forniti. Tuttavia, per garantire che queste diagnosi siano clinicamente utili, è essenziale impiegare modelli interpretabili, che permettano al clinico di comprendere e validare i processi decisionali. Questo approccio evita l'uso di "black-box" offrendo il necessario supporto decisionale al clinico esperto.